# Jens Ottosson
Jens Ottosson, född 1970 är en svensk volleyboll- och beachvolleybollspelare. I beachvolleyboll tog han ett SM-silver (1998) och tre SM-brons (1993, 1994 och 1999). Han ansågs vara en av de  främsta försvarsspelarna i Sverige under sin karriär som spelare. Han spelade hela sin karriär i Habo Wolley såväl beachvolleyboll som inomhusvolleyboll och sju säsonger i Elitserien i volleyboll. Han fick utmärkelsen Årets försvarsspelare både i Elitserien i volleyboll och på Skandiatouren i beachvolley 1998. Numera arbetar Jens Ottosson på Miljöstrategen i Jönköping och är styrelseledamot i Habo Wolley och tränar också ungdomslag.